# Rivière-du-Loup
Rivière-du-Loup è un comune del Canada, situato nella provincia del Québec, nella regione di Bas-Saint-Laurent.
È il capoluogo dell'omonima municipalità regionale di contea.

## Monumenti e luoghi d'interesse
Si annovera, tra gli altri, il Municipio di Rivière-du-Loup, un edificio di stile eclettico realizzato nel 1916 e designato luogo storico nazionale nel 1984.